# Judô nos Jogos Paralímpicos de Verão de 2008
O Judô dos Jogos Paraolímpicos de Verão de 2008 foi disputado entre 7 de setembro e 9 de setembro. As competições foram realizadas no Ginásio dos Trabalhadores, em Pequim, na China.

## Calendário
| Setembro | 6 | 7 | 8 | 9 | 10 | 11 | 12 | 13 | 14 | 15 | 16 | 17 |
| -------- | - | - | - | - | -- | -- | -- | -- | -- | -- | -- | -- |
| Judô     |   | 4 | 4 | 5 |    |    |    |    |    |    |    |    |

|  | Dia de competição |  | Dia de final |

## Eventos
A competição foi divida em 13 categorias, 7 para os homens e 6 para as mulheres.
| - Até 60 kg - masculino - Até 66 kg - masculino - Até 73 kg - masculino - Até 81 kg - masculino - Até 90 kg - masculino - Até 100 kg - masculino - Mais de 100 kg - masculino | - Até 48 kg - feminino - Até 52 kg - feminino - Até 57 kg - feminino - Até 63 kg - feminino - Até 70 kg - feminino - Mais de 70 kg - feminino |

## Qualificação

### Classe funcional
No judô, atletas deficientes visuais das classes B1, B2 e B3 competem juntos, ou seja, do atleta completamente cego até os que possuem acuidade visual parcial.
- B1 – Cego total: de nenhuma percepção luminosa em ambos os olhos até a percepção de luz, mas com incapacidade de reconhecer o formato de uma mão a qualquer distância ou direção.
- B2 – Lutadores que já têm a percepção de vultos. Da capacidade em reconhecer a forma de uma mão até a acuidade visual de 2/60 ou campo visual inferior a 5 graus.
- B3 – Os lutadores conseguem definir imagens. Acuidade visual de 2/60 a 6/60 ou campo visual entre 5 e 20 graus.

## Medalhistas
| Ordem | País                 | Medalha de ouro | Medalha de prata | Medalha de bronze |    |
| ----- | -------------------- | --------------- | ---------------- | ----------------- | -- |
| 1     | China (CHN)          | 4               | 2                | 1                 | 7  |
| 2     | Argélia (ALG)        | 2               | 0                | 1                 | 3  |
| 3     | Brasil (BRA)         | 1               | 2                | 2                 | 5  |
| 4     | Azerbaijão (AZE)     | 1               | 2                | 1                 | 4  |
| 5     | Espanha (ESP)        | 1               | 1                | 1                 | 3  |
| 6     | México (MEX)         | 1               | 1                | 0                 | 2  |
| 7     | Rússia (RUS)         | 1               | 0                | 5                 | 6  |
| 8     | Cuba (CUB)           | 1               | 0                | 2                 | 3  |
| 9     | Venezuela (VEN)      | 1               | 0                | 1                 | 2  |
| 10    | França (FRA)         | 0               | 2                | 3                 | 5  |
| 11    | Alemanha (GER)       | 0               | 1                | 1                 | 2  |
| 12    | Irã (IRI)            | 0               | 1                | 0                 | 1  |
| 12    | Japão (JPN)          | 0               | 1                | 0                 | 1  |
| 14    | Argentina (ARG)      | 0               | 0                | 2                 | 2  |
| 14    | Ucrânia (UKR)        | 0               | 0                | 2                 | 2  |
| 16    | Finlândia (FIN)      | 0               | 0                | 1                 | 1  |
| 16    | Grã-Bretanha (GBR)   | 0               | 0                | 1                 | 1  |
| 16    | Países Baixos (NED)  | 0               | 0                | 1                 | 1  |
| 16    | Estados Unidos (USA) | 0               | 0                | 1                 | 1  |
| Total | Total                | 13              | 13               | 26                | 52 |

### Masculino
| Evento:                           | Ouro                             | Prata                         | Bronze                                  |
| Até 60 kg masculino Detalhes      | Mouloud Noura ALG Argélia        | Saeid Rahmati IRI Irã         | Ramin Ibrahimov AZE Azerbaijão          |
| Até 60 kg masculino Detalhes      | Mouloud Noura ALG Argélia        | Saeid Rahmati IRI Irã         | Li Xiaodong CHN China                   |
| Até 66 kg masculino Detalhes      | Sidali Lamri ALG Argélia         | Satoshi Fujimoto JPN Japão    | Jani Kallunki FIN Finlândia             |
| Até 66 kg masculino Detalhes      | Sidali Lamri ALG Argélia         | Satoshi Fujimoto JPN Japão    | Victor Sanchez CUB Cuba                 |
| Até 73 kg masculino Detalhes      | Eduardo Avila MEX México         | Xu Zhilin CHN China           | Fabian Ramirez ARG Argentina            |
| Até 73 kg masculino Detalhes      | Eduardo Avila MEX México         | Xu Zhilin CHN China           | Sergii Sydorenko UKR Ucrânia            |
| Até 81 kg masculino Detalhes      | Isao Cruz CUB Cuba               | Cyril Jonard FRA França       | Jorge Lencina ARG Argentina             |
| Até 81 kg masculino Detalhes      | Isao Cruz CUB Cuba               | Cyril Jonard FRA França       | Reinaldo Carvallo VEN Venezuela         |
| Até 90 kg masculino Detalhes      | Oleg Kretsul RUS Rússia          | Tofig Mammadov AZE Azerbaijão | Olivier Cugnon de Sevricourt FRA França |
| Até 90 kg masculino Detalhes      | Oleg Kretsul RUS Rússia          | Tofig Mammadov AZE Azerbaijão | Samuel Ingram GBR Grã-Bretanha          |
| Até 100 kg masculino Detalhes     | Antonio Tenorio Silva BRA Brasil | Karim Sardarov AZE Azerbaijão | Juan Carlos Cortada CUB Cuba            |
| Até 100 kg masculino Detalhes     | Antonio Tenorio Silva BRA Brasil | Karim Sardarov AZE Azerbaijão | Mykola Lyivytskyi UKR Ucrânia           |
| Mais de 100 kg masculino Detalhes | Ilham Zakiyev AZE Azerbaijão     | Wang Song CHN China           | Julien Taurines FRA França              |
| Mais de 100 kg masculino Detalhes | Ilham Zakiyev AZE Azerbaijão     | Wang Song CHN China           | Greg Dewall USA Estados Unidos          |

### Feminino
| Evento:                          | Ouro                                  | Prata                                 | Bronze                              |
| Até 48 kg masculino Detalhes     | Guo Huaping CHN China                 | Karla Cardoso BRA Brasil              | Victoria Potapova RUS Rússia        |
| Até 48 kg masculino Detalhes     | Guo Huaping CHN China                 | Karla Cardoso BRA Brasil              | Carmen Brussig GER Alemanha         |
| Até 52 kg masculino Detalhes     | Cui Na CHN China                      | Sandrine Aurieres-Martinet FRA França | Alesya Stepanyuk RUS Rússia         |
| Até 52 kg masculino Detalhes     | Cui Na CHN China                      | Sandrine Aurieres-Martinet FRA França | Michelle Ferreira BRA Brasil        |
| Até 57 kg masculino Detalhes     | Wang Lijing CHN China                 | Ramona Brussig GER Alemanha           | Daniele Silva BRA Brasil            |
| Até 57 kg masculino Detalhes     | Wang Lijing CHN China                 | Ramona Brussig GER Alemanha           | Maria Monica Merenciano ESP Espanha |
| Até 63 kg masculino Detalhes     | Naomi Soazo VEN Venezuela             | Marta Arce ESP Espanha                | Angelique Quessandier FRA França    |
| Até 63 kg masculino Detalhes     | Naomi Soazo VEN Venezuela             | Marta Arce ESP Espanha                | Madina Kazakova RUS Rússia          |
| Até 70 kg masculino Detalhes     | Maria del Carmen Herrera] ESP Espanha | Lenia Ruvalcaba MEX México            | Tatiana Savostyanova RUS Rússia     |
| Até 70 kg masculino Detalhes     | Maria del Carmen Herrera] ESP Espanha | Lenia Ruvalcaba MEX México            | Sanneke Vermeulen NED Países Baixos |
| Mais de 70 kg masculino Detalhes | Yuan Yanping CHN China                | Deanne Silva BRA Brasil               | Irina Kalyanova RUS Rússia          |
| Mais de 70 kg masculino Detalhes | Yuan Yanping CHN China                | Deanne Silva BRA Brasil               | Zoubida Bouazoug ALG Argélia        |